# ۳۱ (عدد)
۳۱به حروف سی و یک عددی طبیعی است که بعد از ۳۰ و قبل از ۳۲ قرار دارد.